# Mật mã Tím

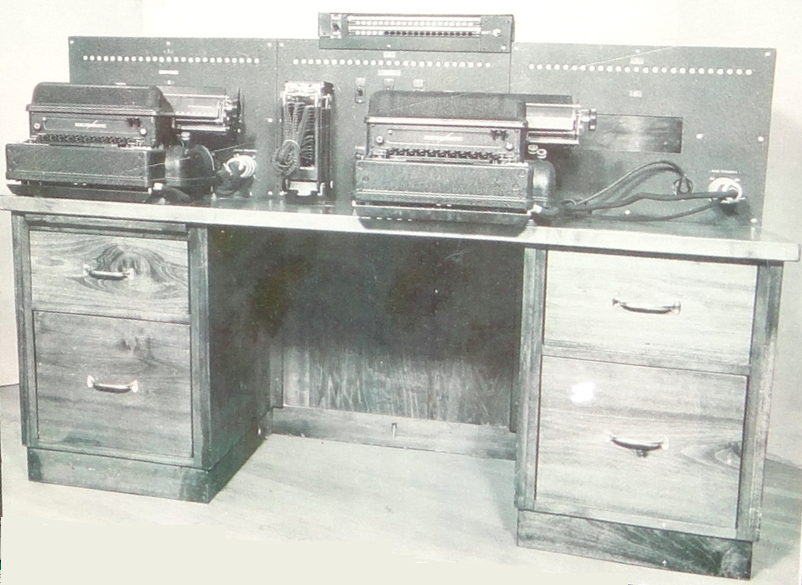
Máy mật mã loại B của Nhật Bản (tên mã là Purple) do Cục Tình báo Tín hiệu Quân đội Hoa Kỳ chế tạo lại

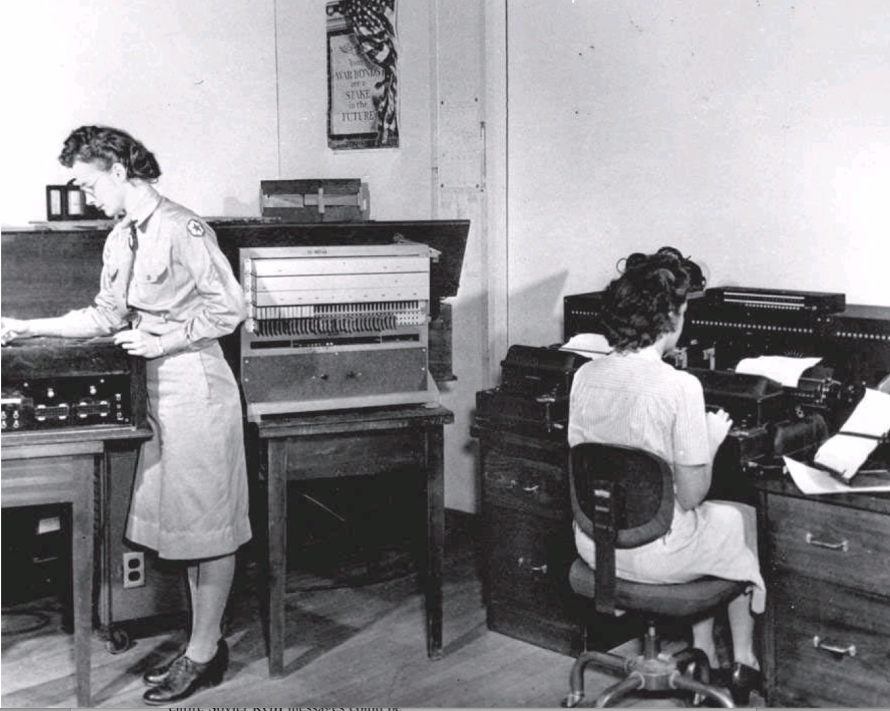
Máy mật mã Tím đang được sử dụng

Trong lịch sử mật mã, "Máy đánh kí tự 97" của châu Âu"(九七式欧文印字機) hay "Máy mật mã loại B", được mật danh là Purple bởi Mỹ, là một máy mã hóa được Bộ Ngoại giao Nhật Bản sử dụng từ tháng 2 năm 1939 đến khi Thế chiến thứ hai kết thúc. Chiếc máy này là một thiết bị cơ điện sử dụng để mã hóa thông điệp ngoại giao nhạy cảm nhất. Tất cả các tin nhắn đều được viết bằng bảng chữ cái tiếng Anh gồm 26 chữ cái, thường được sử dụng cho điện báo. Mọi văn bản tiếng Nhật đều phải được chuyển ngữ hoặc mã hóa. 26 chữ cái được phân tách thành hai nhóm, tương ứng gồm sáu và hai mươi chữ cái. Các chữ cái trong nhóm được xáo trộn bằng cách sử dụng bảng thay thế 6 × 25, trong khi các chữ cái trong nhóm hai mươi được xáo trộn kỹ lưỡng hơn bằng cách sử dụng ba bảng thay thế 20 × 25.
Mật mã có tên mã "Purple" đã thay thế máy mật mã loại A mà Bộ Ngoại giao Nhật Bản sử dụng trước đây. Bộ phận đã quen  với các nhà mật mã của Cơ quan Tình báo Tín hiệu Quân đội Hoa Kỳ (SIS) từ công việc của họ về việc giải mật mã Loại A và nó cho phép họ đạt được tiến bộ sớm đối với nhóm 6 chữ cái của các thông điệp. Mật mã của nhóm 20 kí tự tỏ ra khó hơn nhiều, nhưng một bước đột phá vào tháng 9 năm 1940 đã cho phép các nhà mật mã của Quân đội tạo ra một cỗ máy y hệt  (là một loại bản sao) của các cỗ máy Nhật Bản, mặc dù không ai ở Mỹ có bất kỳ mô tả nào về nó
Người Nhật cũng sử dụng một laọi máy mã khác trong các hệ thống có tên mã là Coral và Jade, nhưng không phân chia bảng chữ cái của họ.Quân đội Mỹ gọi những máy như thế là "Magic".

## Sự phát triển máy mã của Nhật

### Về tổng thể
Hải quân Đế quốc Nhật Bản đã không hợp tác với Lục quân trong việc phát triển máy mật mã trước chiến tranh, và sự thiếu hợp tác đó tiếp tục kéo dài đến Thế chiến thứ hai. Hải quân tin rằng cỗ máy Tím đủ mạnh mà khó bị phá vỡ nên họ không cố gắng sửa đổi nó để cải thiện an ninh. Điều này dường như là theo lời khuyên của một nhà toán học, Teiji Takagi, người thiếu kiến thức nền tảng về việc phân tích mật mã. Bộ Ngoại giao do Hải quân vẫn quyết định xài máy mã Tím và Đỏ . Không ai trong cơ quan của Nhật Bản nhận thấy điểm yếu của cả hai máy.
Ngay trước khi chiến tranh kết thúc, Lục quân đã cảnh báo Hải quân về một điểm yếu của Tím, nhưng Hải quân đã không thực hiện theo lời khuyên này.
Về phía Lục Quân, họ đã phát triển các máy mật mã của riêng họ theo nguyên tắc giống như Enigma từ năm 1932 đến 1941. Lục quân đánh giá rằng các máy này có độ bảo mật thấp hơn thiết kế Purple của Hải quân, do đó hai máy mật mã của Lục quân ít được sử dụng hơn.

### Nguyên mẫu loại A

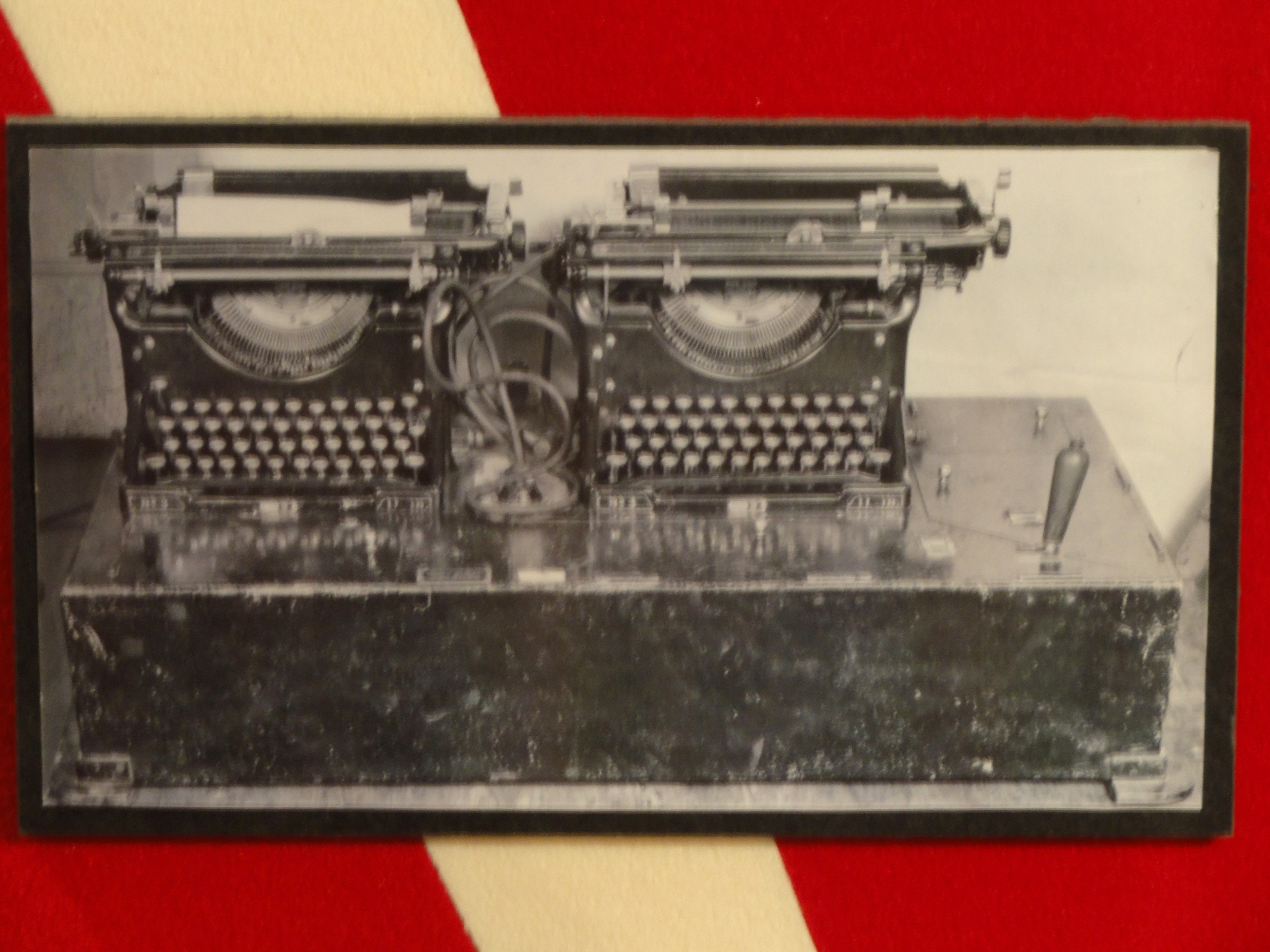
Máy mật mã loại A (RED) của Nhật Bản

Liên lạc ngoại giao của Nhật Bản tại các cuộc đàm phán về Hiệp ước Hải quân Washington đã bị Phòng Đen của Mỹ phá vỡ vào năm 1922, và khi điều này được công khai, đã có áp lực đáng kể để cải thiện an ninh của họ. Trong mọi trường hợp, Hải quân Nhật Bản đã lên kế hoạch phát triển cỗ máy mật mã đầu tiên của họ cho Hiệp ước Hải quân Luân Đôn sau đó. Thuyền trưởng Hải quân Nhật Bản Risaburo Ito, thuộc Phòng 10 (mật mã) của Văn phòng Bộ Tham mưu Hải quân Nhật Bản, đã giám sát công việc.
Việc phát triển chiếc máy này do Viện Công nghệ Hải quân Nhật Bản, Phòng Nghiên cứu Điện nghiên cứu  Năm 1928, nhà thiết kế chính Kazuo Tanabe và Tư lệnh Hải quân Genichiro Kakimoto đã phát triển một nguyên mẫu của máy Red, "máy mật mã đánh chữ La Mã".
Nguyên mẫu sử dụng nguyên lý tương tự như máy mật mã Kryha, có một bảng cắm, và được Hải quân và Bộ Ngoại giao Nhật Bản sử dụng tại các cuộc đàm phán về Hiệp ước Hải quân London vào năm 1930.

### Red
Chiếc máy nguyên mẫu cuối cùng đã được hoàn thành với tên gọi "Máy đánh chữ Kiểu 91" vào năm 1931. Năm 1931 là năm 2591 trong lịch Hoàng gia Nhật Bản. Do đó, nó có số "91-shiki" từ năm nó được đặt tên
Mô hình 91 cũng được Bộ Ngoại giao sử dụng làm "Máy mật mã loại A", được đặt tên mã là "Red" bởi các nhà phân tích mật mã của Hoa Kỳ.
Máy Red không đáng tin cậy. Nó bao gồm các nguyên âm (AEIOUY) và phụ âm riêng biệt, có lẽ để giảm chi phí điện tín, và đây là một điểm yếu đáng kể. Hải quân cũng đã sử dụng mô hình 91 tại các căn cứ và trên các tàu của mình.

### Purple

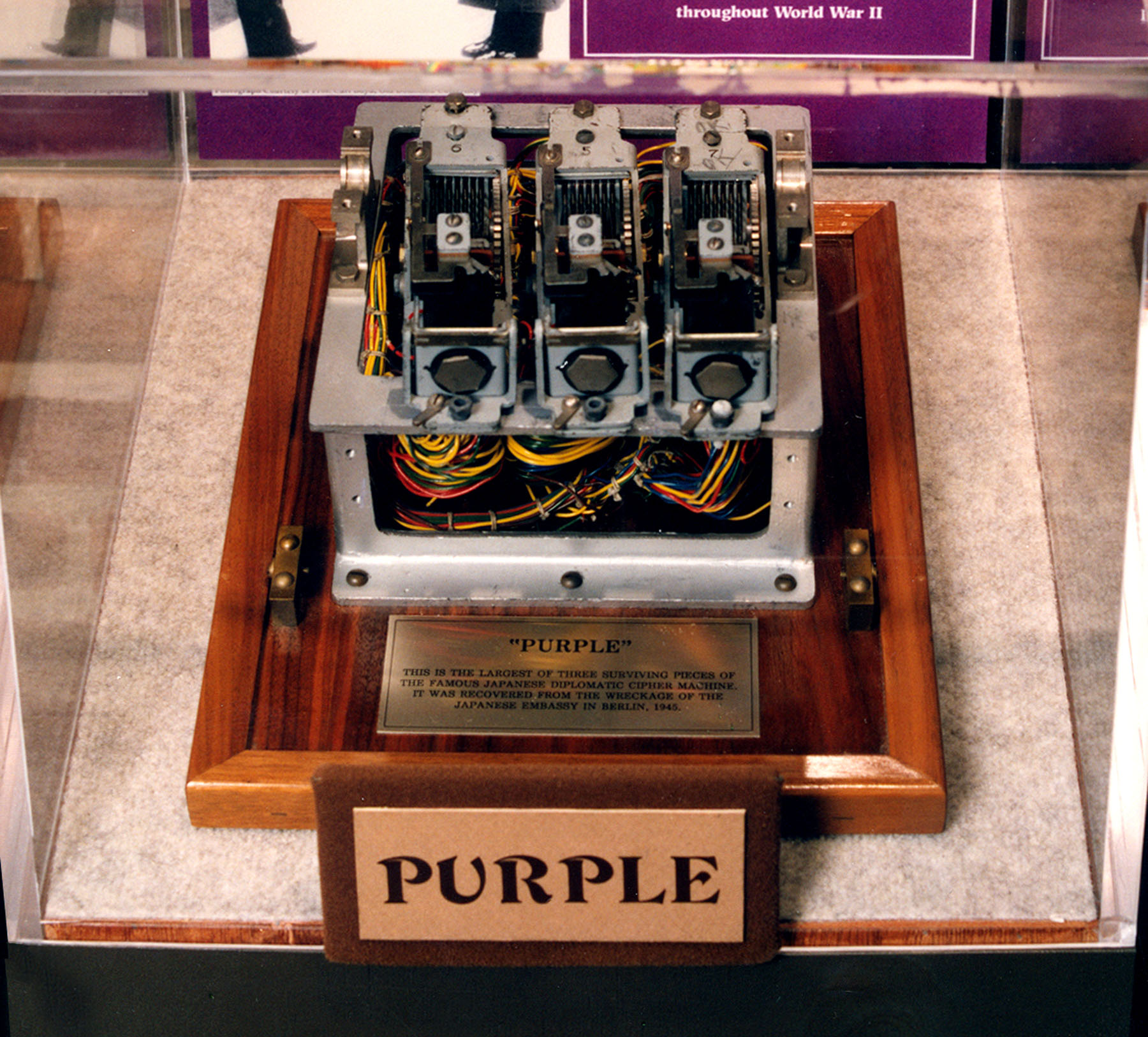
Một phần của một máy mật mã Loại 97 "Purple" được thu hồi từ đại sứ quán Nhật Bản ở Berlin vào cuối Thế chiến II. Máy mã màu tím được Cơ quan Tình báo Tín hiệu của Quân đội Hoa Kỳ thiết kế ngược vào năm 1940.

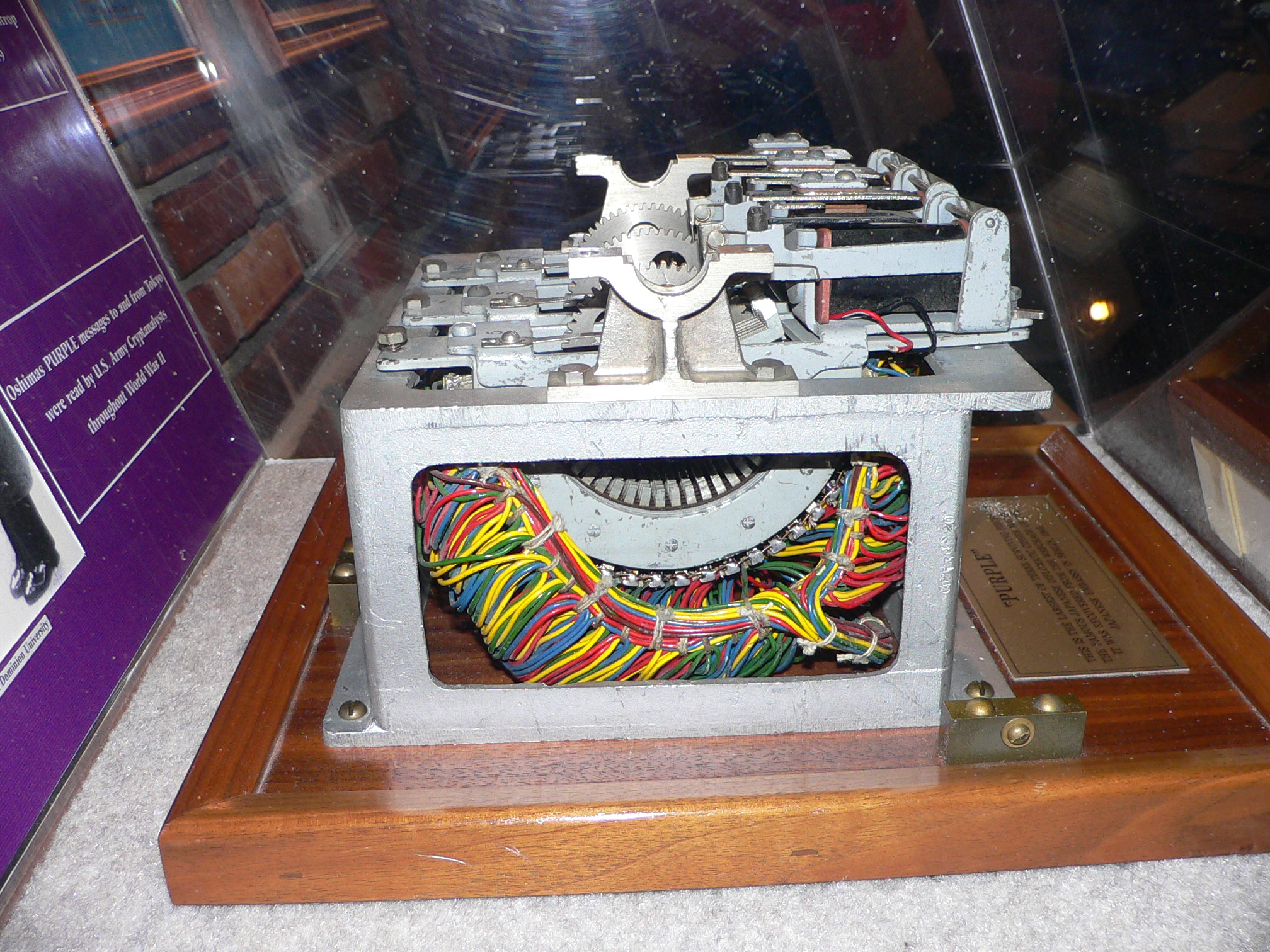
Hình bên của một phần máy 97 được khôi phục. Ba công tắc thực hiện mã hóa "hai mươi" chữ cái, với 25 hoán vị của 20 chữ cái được mã hóa bởi những đường dây bên dưới.

Năm 1937, người Nhật đã hoàn thành thế hệ tiếp theo, "Máy đánh chữ loại 97". Máy của Bộ Ngoại giao được gọi là "Máy mật mã loại B", được đặt tên mã là Purple bởi các nhà phân tích mật mã của Hoa Kỳ.
Nhà thiết kế chính của Purple là Kazuo Tanabe. Các kỹ sư của ông là Masaji Yamamoto và Eikichi Suzuki.
Rõ ràng, cỗ máy Tím an toàn hơn Máy Đỏ, nhưng Hải quân không nhận ra rằng Máy Đỏ yếu rồi. Máy Tím thừa hưởng một điểm yếu từ máy Đỏ là sáu chữ cái trong bảng chữ cái được mã hóa riêng biệt. Nó khác với Đỏ ở chỗ nhóm các chữ cái được thay đổi cứ 9 ngày một lần, trong khi ở Đỏ, chúng được cố định vĩnh viễn dưới dạng các nguyên âm Latinh 'a', 'e', 'i', 'o', 'u' và ' y '. Vì vậy, Quân đội Hoa Kỳ SIS đã có thể phá vỡ mật mã được sử dụng cho sáu chữ cái trước khi họ cũng có thể phá vỡ mật mã được sử dụng cho 20 chữ cái khác.

## Thiết kế

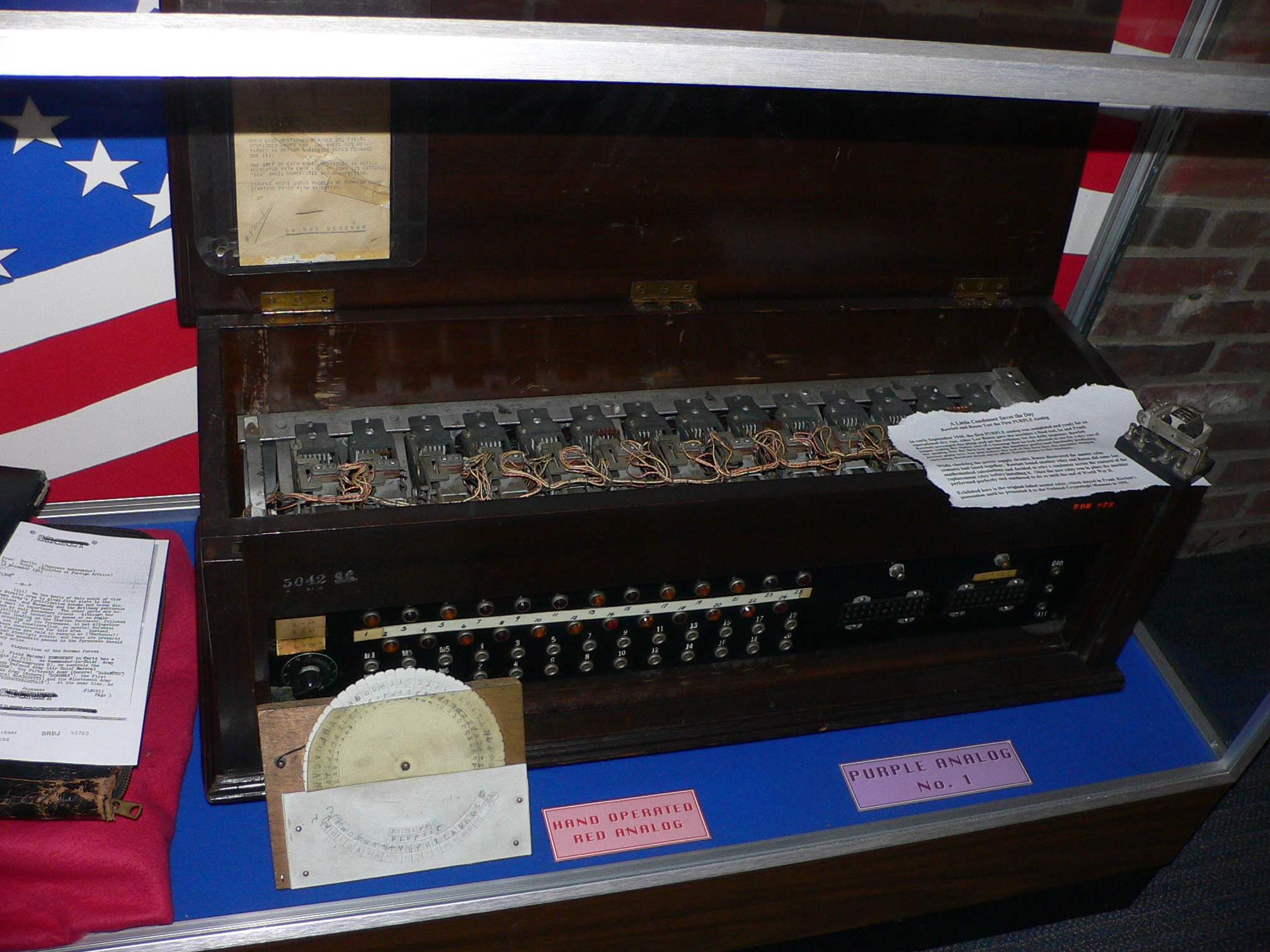
An equivalent analog to the Purple machine reconstructed by the US Signals Intelligence Service. A hand-operated Red analog is also visible

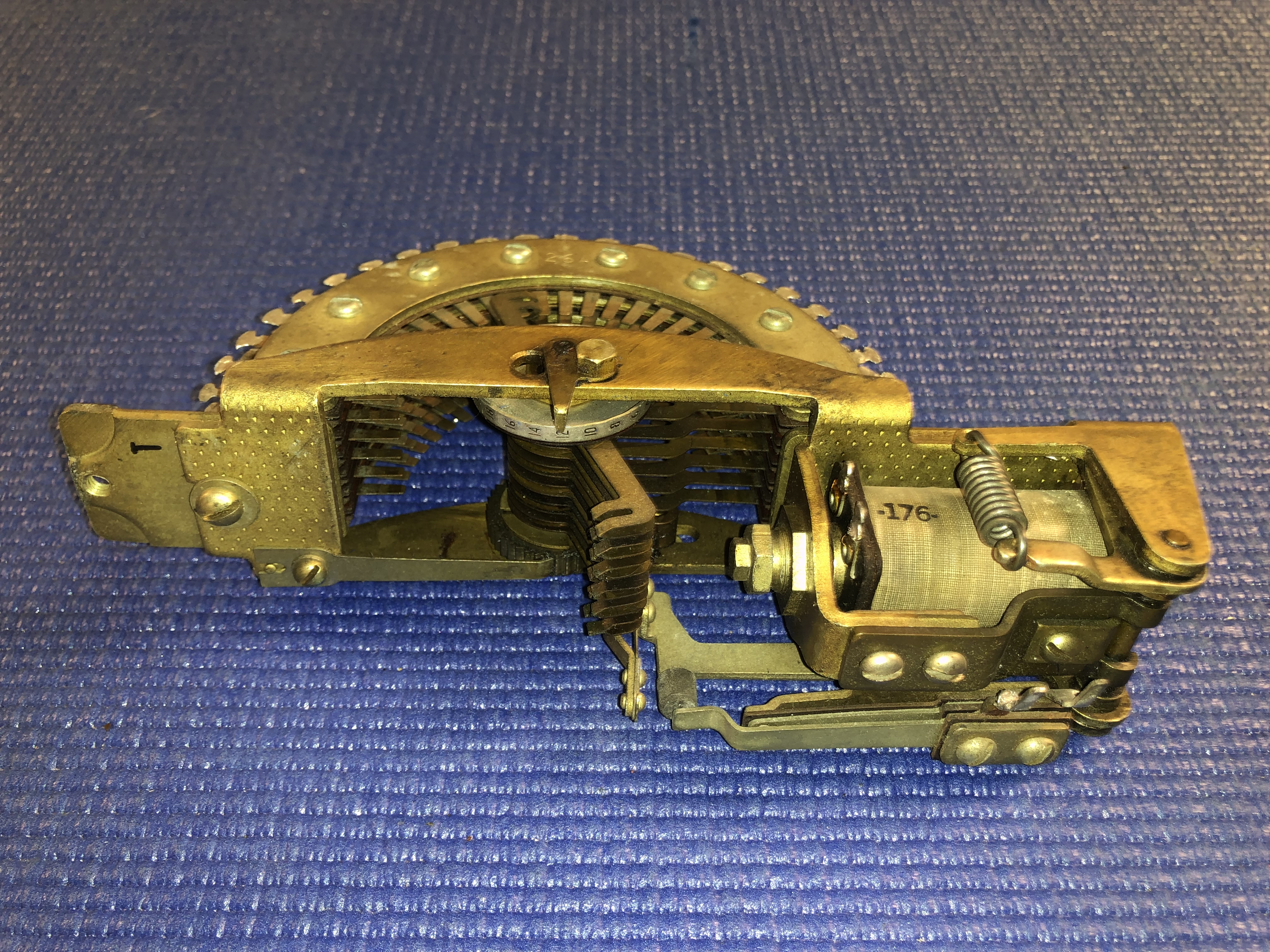
Công tắc bước ở điện thoại có 6 bước tương tự như loại được SIS sử dụng để chế tạo máy Tím đầu tiên. Cái tương tự hiện đang được trưng bày tại Bảo tàng Điện thoại.

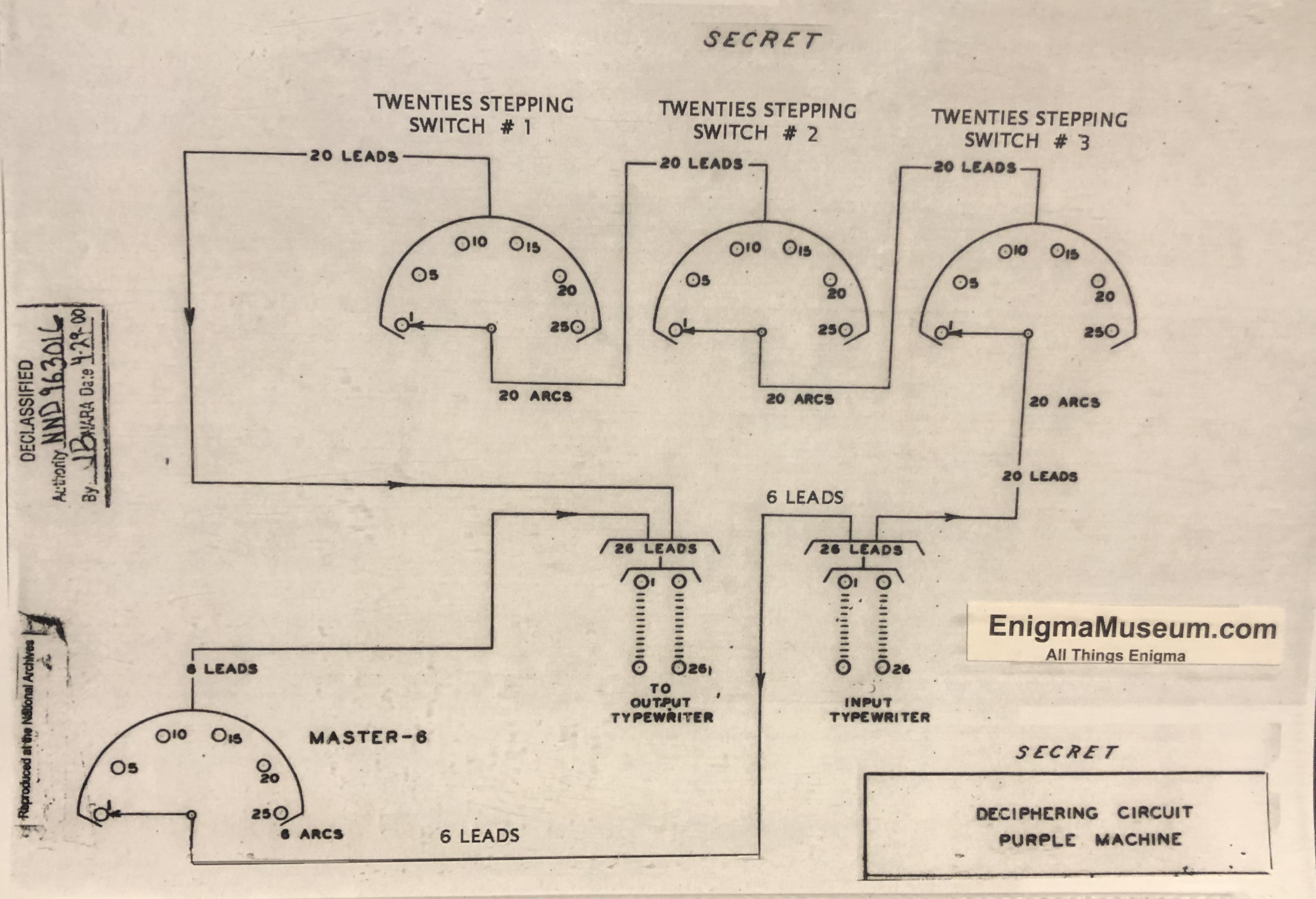
Sơ đồ của máy tương tự với SIS Purple

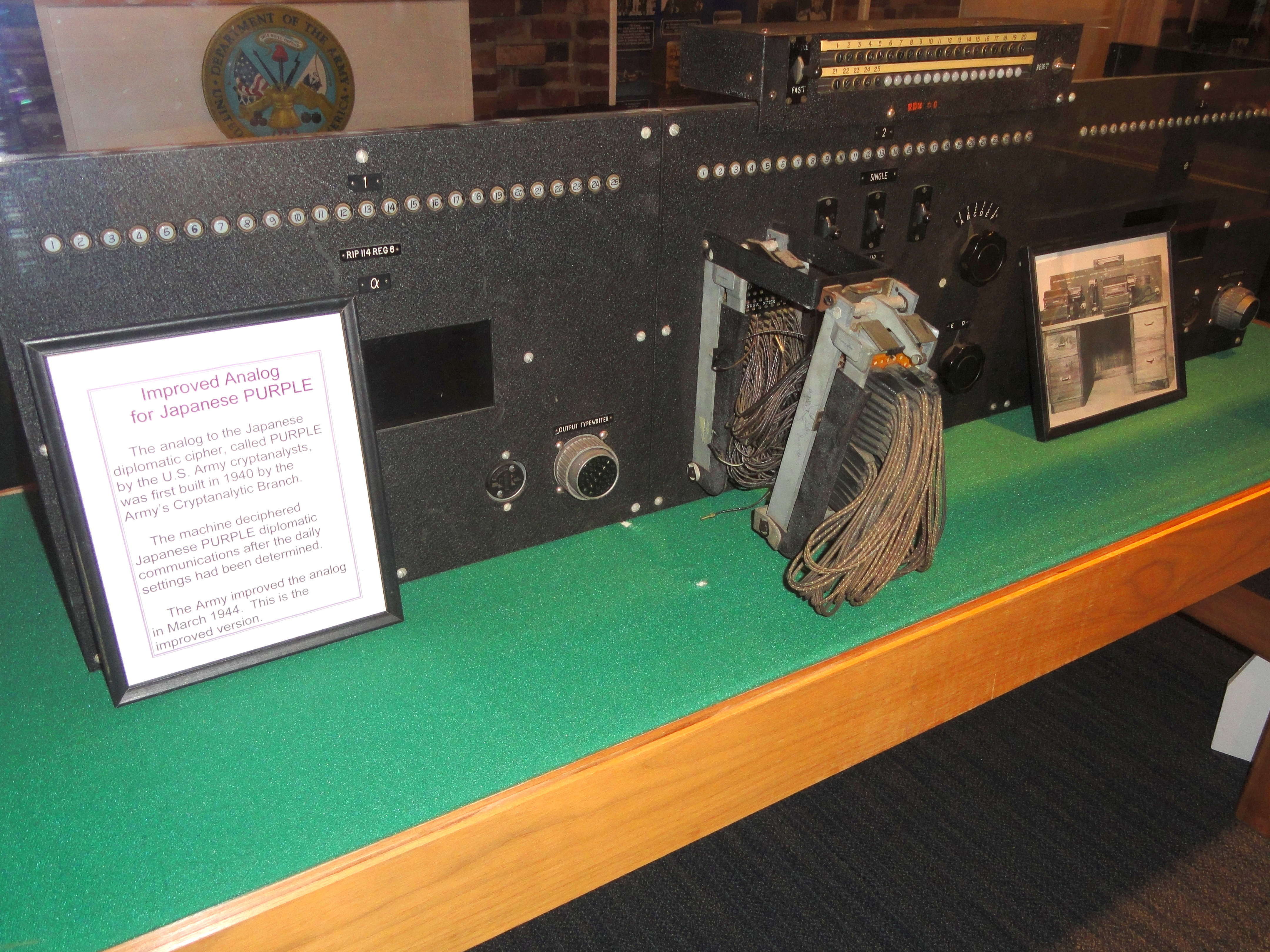
Mặt trước của máy PURPLE được cải tiến vào tháng 3 năm 1944 bở Quân đội Hoa Kỳ. Ba hàng đèn báo hiển thị vị trí của rôto trong từng giai đoạn. một bảng ổ nối có thể tháo rời ở trung tâm chọn bảng chữ cái.HIện đang được triển lãm tại Bảo tàng Mật mã Quốc gia

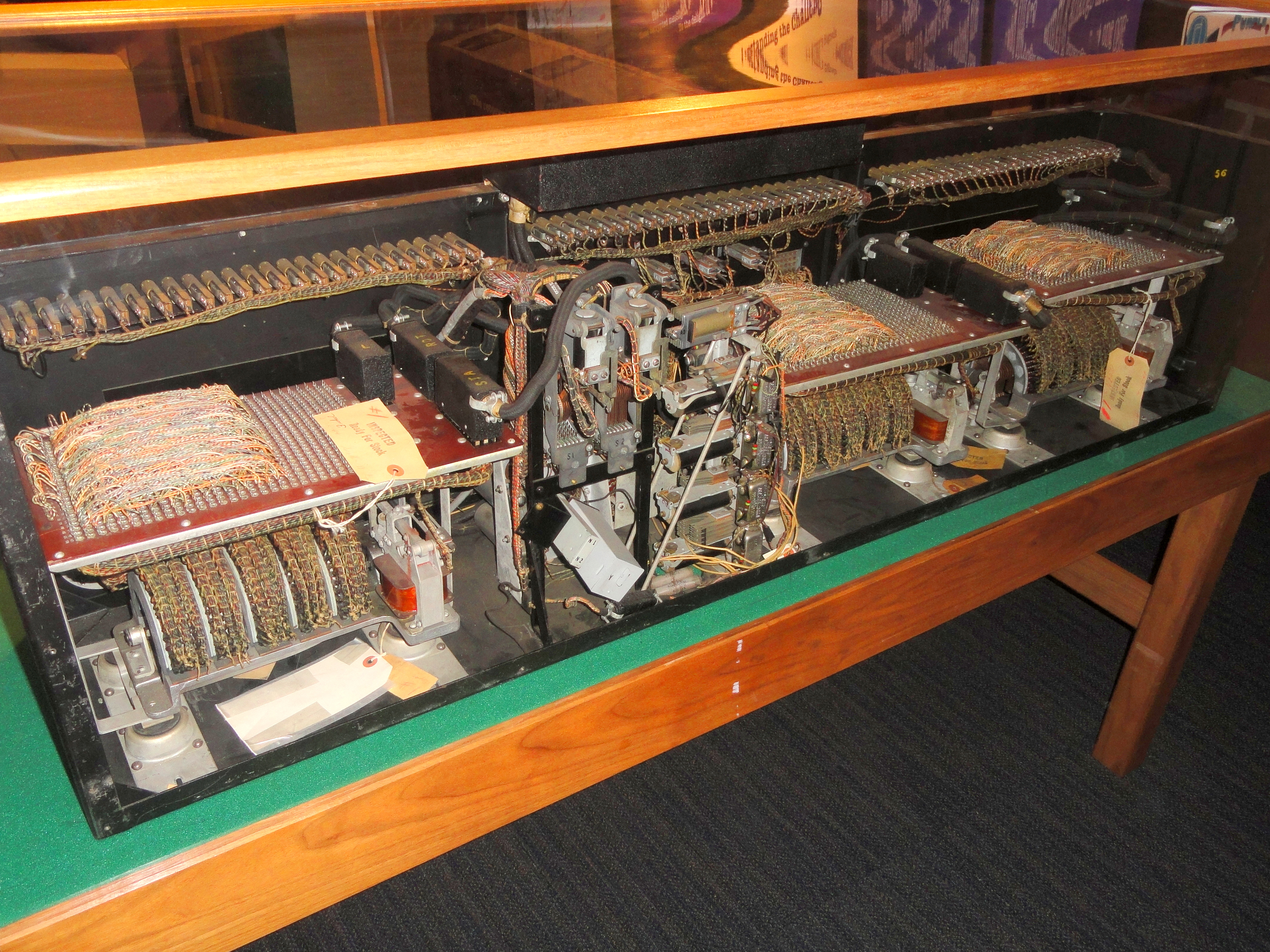
Hệ thống dây bên trong trong máy PURPLE của Quân đội Hoa Kỳ được cải tiến. Tất cả ba giai đoạnđuươợcc thực bước cho "nhms chữ cái 20" được hiển thị. Ba tấm hình chữ nhật lớn với nhiều dây thực hiện các ma trận thay thế cho mỗi giai đoạn. Mỗi công tắc bước hai mươi nằm bên dưới bảng đấu dây của nó. Các công tắc bước cho các nhóm 6 chữ cái nằm gần giữa.

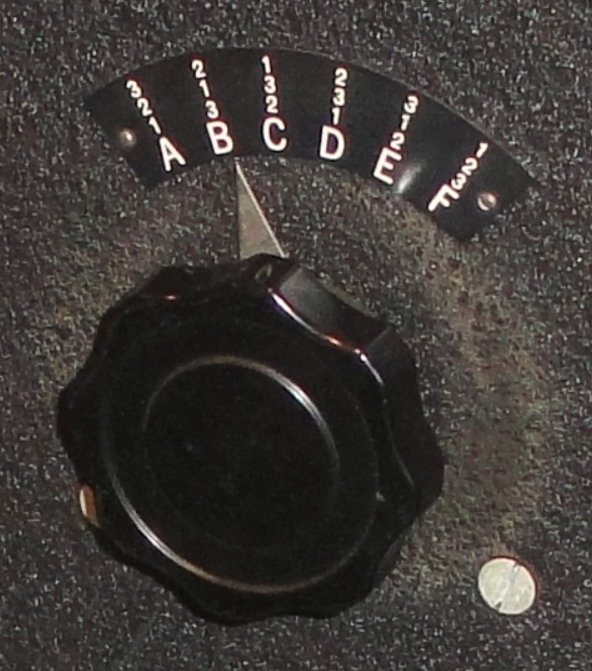
Cận cảnh công tắc 6 bước trong cỗ máy tương tự được cải tiến của Hoa Kỳ

Máy mật mã loại B bao gồm một số thành phần. Như khi được tái thiết kế bởi Quân đội Hoa Kỳ, có máy đánh chữ chạy điện ở hai đầu, tương tự như loại được sử dụng với Máy loại A. Loại B được tạo ra để mã hóa như sau:
- Một Máy đánh chữ ở đầu vào
- Một bảng bổ sung đầu vào có thể hoán vị các chữ cái từ bàn phím máy đánh chữ và tách chúng thành một nhóm gồm sáu chữ cái và một nhóm 20 chữ cái (gần giống bản ổ nối bên máy enigma)
- Một công tắc bước để chọn một trong số 25 hoán vị của các chữ cái trong nhóm 6 chữ
- Ba giai đoạn của công tắc bước (I, II và III), được kết nối trong chuỗi mã hóa. Mỗi giai đoạn là một công tắc 20 lớp với 25 đầu ra trên mỗi lớp. Mỗi giai đoạn chọn một trong số 25 hoán vị của các chữ cái trong nhóm hai mươi. Người Nhật đã sử dụng ba công tắc bước 7 lớp kết hợp với nhau  (xem ảnh). Cỗ máy SIS của Hoa Kỳ đã sử dụng bốn công tắc 6 lớp cho mỗi giai đoạn trong máy tương tự của họ.
- Một bảng cắm đầu ra đảo ngược các hoán vị đầu vào và gửi các chữ cái đến máy đánh chữ đầu ra để in (giống bảng ổ nối ở máy Enigma)
- Một Máy đánh chữ ở đầu ra

Để giải mã, chỉ cần đảo ngược lại thứ tự của các quá trình trên. Bàn phím trên máy đánh chữ thứ hai trở thành đầu vào và các chữ cái thứ hai mươi chuyển qua các bước chuyển đổi bước theo thứ tự ngược lại.

### Bộ chuyển mạch bước (Stepping switch)
Công tắc bước là một thiết bị cơ học nhiều lớp được sử dụng phổ biến vào thời điểm đó và được dùng trong hệ thống chuyển mạch điện thoại. Mỗi lớp có một bộ kết nối điện, 25 ở Loại B, và được sắp xếp theo hình bán nguyệt. Chúng không di chuyển và được gọi là stator. Một cần gạt trên rôto ở tâm của hình bán nguyệt kết nối với một tiếp điểm stato tại một thời điểm (?) (giống giống công tắc). Các rôto trên mỗi lớp được gắn vào một trục duy nhất chuyển từ tiếp điểm stato này sang tiếp điểm tiếp theo bất cứ khi nào nam châm điện kết nối thì dòng điện được phát xung. Trên thực tế, có hai cần gạt được kết nối với nhau, để khi cần gạt vượt qua tiếp điểm cuối cùng trong hình bán nguyệt, tay gạt kia sẽ tham gia vào tiếp điểm đầu tiên. Điều này cho phép các kết nối rôto tiếp tục quay vòng qua tất cả 25 điểm tiếp xúc của stato khi nam châm điện hoạt động.
```
Ghi chú: Nếu thấy khó hiểu, có thể tưởng tượng hai công tắc bước là hai kim trên cái đông hồ vậy.Công tắc một là kim giây còn công tắc hai là kim phút. Công tắc 1 sẽ xoay hết vòng của mình để mã hóa 25 chữ, hết một vòng và khi bắt đầu vòng mới thì công tắc 2 sẽ xoay sang chữ kế tiếp. Kim giây sẽ xoay hết một vòng thì kim phút nhích lên một tí, rồi kim giấy sẽ xoáy thêm vòng nữa để rồi kim phút lại nhích một tí. Kết hợp 2 công tắc như vậy thì ta sẽ có 25x25 tổ hợp
```

Để mã hóa các nhòm 20 kí tự, cần có một công tắc bước 20 bước trong mỗi giai đoạn trong tất cả ba giai đoạn. Cả phiên bản của Nhật Bản và phiên bản tương tự đời đầu của Mỹ đều xây dựng từng giai đoạn từ một số công tắc bước nhỏ hơn loại được sử dụng trong các văn phòng trung tâm điện thoại. Công tắc tương tự của Mỹ đã sử dụng bốn công tắc 6 bước để tạo ra một công tắc 20 bước. Bốn công tắc trong mỗi giai đoạn được nối dây để bước đồng bộ. Một phần của một cỗ máy Type 97 của Nhật Bản được trưng bày tại Bảo tàng Mật mã Quốc gia, phần lớn nhất được biết đến còn tồn tại, có ba công tắc bước 7 lớp (xem ảnh). Quân đội Hoa Kỳ đã phát triển một thiết bị tương tự cải tiến vào năm 1944 có tất cả các lớp cần thiết cho mỗi giai đoạn trên một trục duy nhất. Một lớp bổ sung đã được sử dụng trong tương tự Khi được thực hiện, công tắc bước 20 lớp trong mỗi giai đoạn có 20 kết nối rôto và 500 kết nối stato, một cần gạt  và 25 tiếp điểm stato trên mỗi lớp. Mỗi giai đoạn phải có chính xác 20 kết nối trên mỗi đầu để kết nối với giai đoạn hoặc bảng cắm liền kề. Về phía rôto, đó không phải là vấn đề vì có 20 rôto. Ở phần cuối của stato, mọi cột tiếp điểm của stato tương ứng với cùng một vị trí rôto trên mỗi lớp trong số 20 lớp được kết nối với 20 dây đầu ra (dây dẫn trong sơ đồ) theo thứ tự xáo trộn, tạo ra sự hoán vị của 20 đầu vào. . Điều này được thực hiện khác nhau đối với từng vị trí rôto. Vì vậy, mỗi dây đầu ra của stato có 25 kết nối, một kết nối từ mỗi vị trí của rôto, mặc dù từ các cấp khác nhau. Các kết nối cần thiết để thực hiện điều này đã tạo ra một ổ chuột" của dây dẫn trong thiết bị tương tự thời kỳ đầu của Hoa Kỳ. Thiết bị tương tự được cải tiến sắp xếp hệ thống dây điện gọn gàng hơn với ba ma trận các đầu nối hàn có thể nhìn thấy phía trên mỗi công tắc bước trong ảnh.

### Tuần tự từng bước
Mỗi giai đoạn đều có thể làm ngược lại. Các tín hiệu đi qua mỗi giai đoạn theo một hướng để mã hóa và theo hướng khác để giải mã. Không giống như hệ thống trong máy Enigma của Đức, thứ tự của các giai đoạn được cố định và không có phản xạ. Tuy nhiên, sắp xếp thứ tự các bước lại có thể được thay đổi.
Các công tắc cho nhóm 6 đều dừng lại một vị trí cho mỗi ký tự được mã hóa hoặc giải mã. Chuyển động của các công tắc 20 bớc thì phức tạp hơn. Ba giai đoạn khác nhau được lắp ráp sao cho để bước nhanh, trung bình hoặc chậm. Có sáu cách khả thi để thực hiện kiểu này (3!) và sự lựa chọn được xác định bởi một số được bao gồm ở đầu mỗi tin nhắn được gọi là "chỉ báo tin nhắn" (message indicator.). CỖ máy tương tự của Hoa Kỳ có một công tắc sáu bước để thực hiện nhiệm vụ này, (xem ảnh). Chỉ báo tin nhắn cũng chỉ định vị trí ban đầu của các công tắc 20 bước. Chỉ báo khác nhau đối với mỗi tin nhắn hoặc một phần của tin nhắn, khi tin nhắn có nhiều phần được gửi đi. Phần cuối cùng của chìa khóa, cách sắp xếp bảng chữ cái, đã được thay đổi hàng ngày. (tính ra là giống enigma mà thôi)

## Khai thác điểm yếu

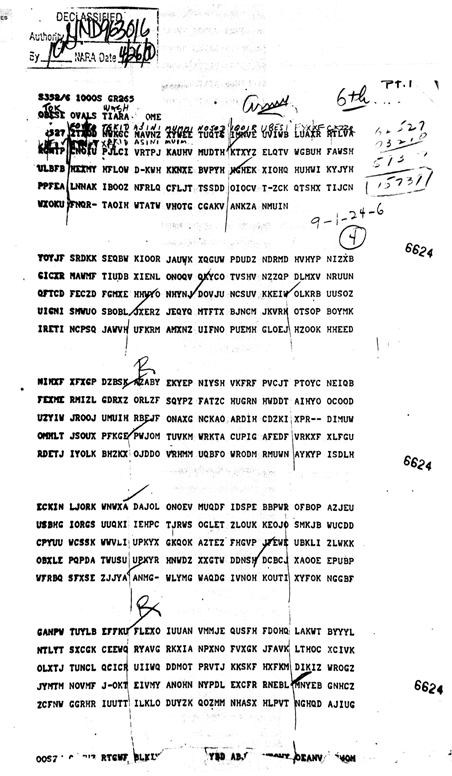
Bản mã PURPLE của phần đầu tiên của thông điệp gồm 14 phần được người Nhật chuyển cho Chính phủ Hoa Kỳ vào ngày 7 tháng 12 năm 1941. Các tính toán viết tay ở phía trên bên phải là sự suy ra các vị trí ban đầu của các rôto và thứ tự bước từ chỉ báo tin nhắn.

Năm 1938, SIS đã biết được sự ra đời sắp tới của một mật mã ngoại giao mới thông qua các thông điệp được giải mã. Một mã loại B bắt đầu xuất hiện vào tháng 2 năm 1939, nhưng loại B có một số điểm yếu, một số điểm ở trong thiết kế của nó, một số khác thì ở cách sử dụng. Phân tích tần suất thường có thể làm cho 6 trong số 26 chữ cái trong bảng chữ cái bản mã nổi bật hơn 20 chữ cái khác. Mã hóa yếu hơn được sử dụng cho nhóm 6 chữ cái dễ phân tích hơn. Mật mã 6 kí tự hóa ra là đa pha với 25 bảng chữ cái với hoán vị cố định, mỗi bảng được sử dụng liên tiếp. Sự khác biệt duy nhất giữa các tin nhắn với các chỉ số khác nhau là vị trí bắt đầu trong danh sách các bảng chữ cái. Nhóm SIS đã khôi phục được 25 hoán vị vào ngày 10 tháng 4 năm 1939. Việc phân tích tần số rất phức tạp do sự hiện diện của văn bản tiếng Nhật đã được La-tinh hóa và việc giới thiệu phiên bản tiếng Nhật của Mã Phillips vào đầu tháng 5.
Biết được thông điệp của 6 trong số 26 chữ cái nằm rải rác trong thư đôi khi cho phép đoán được các phần của phần còn lại của thư, đặc biệt là khi chữ viết được cách điệu hóa cao. Một số thông điệp ngoại giao bao gồm nội dung thư từ chính phủ Hoa Kỳ gửi chính phủ Nhật Bản. Văn bản tiếng Anh của những tin nhắn như vậy thường có thể được lấy. Một số đài ngoại giao không có mật mã Loại B, đặc biệt là trong thời gian đầu mới ra đời, và đôi khi cùng một thông điệp được gửi ở Loại B và cả mật mã Loại A, mà loại A đã bị SIS đã giải mã. Tất cả những thứ này đã tạo ra các "cribs" để tấn công mật mã nhóm 20 chữ cái
William F. Friedman được giao để lãnh đạo nhóm các nhà mật mã Mỹ để tấn công mật mã loại B vào tháng 8 năm 1939.:10 Ngay cả khi có những "cribs", sự tiến bộ cũng rất chậm hạp và khó khăn. Theo Friedman, các hoán vị được sử dụng trong mật mã 20 chữ cái đã được lựa chọn một cách "xuất sắc", và rõ ràng là các chu kỳ quay của cá công tắc bước khó có thể được phát hiện bằng cách chờ đợi đủ lưu lượng thông tin được mã hóa trên một chỉ báo duy nhất, vì các bảng chữ cái của bảng ổ nối bị thay đổi hàng ngày. Các nhà mật mã đã phát triển một cách để biến đổi các thông điệp được gửi vào các ngày khác nhau với cùng một chỉ báo thành các thông điệp tương đồng có vẻ như được gửi vào cùng một ngày. Điều này cung cấp đủ lưu lượng truy cập dựa trên các cài đặt giống hệt nhau để có cơ hội tìm thấy một số chu kỳ sẽ tiết lộ hoạt động bên trong của mật mã nhóm 20 chữ cái đó
Việc chế tạo lại cỗ máy Tím dựa trên ý tưởng của Larry Clark. Lt Francis A. Raven, USN, đã tiến hành nâng cao hiểu biết về các thủ tục mã hóa Purple. Sau kỳ nghỉ ban đầu, Raven phát hiện ra rằng người Nhật đã chia tháng thành ba khoảng thời gian, và trong mỗi khoảng thời gian, họ sử dụng các phím của ngày đầu tiên, với những thay đổi nhỏ có thể dự đoán được.
Người Nhật tin rằng mật mã Loại B là không thể phá vỡ trong suốt cuộc chiến, và thậm chí trong một thời gian sau chiến tranh, mặc dù họ đã được người Đức thông báo ngược lại. Vào tháng 4 năm 1941, Hans Thomsenư, một nhà ngoại giao tại đại sứ quán Đức ở Washington, DC, đã gửi một thông điệp cho Joachim von Ribbentrop, ngoại trưởng Đức, thông báo rằng "một nguồn tin tuyệt đối đáng tin cậy" đã nói với Thomsen rằng người Mỹ đã đánh bại người Nhật trong mật mã ngoại giao (tức là, màu Tím). Nguồn tin đó rõ ràng là Konstantin Umansky, đại sứ Liên Xô tại Mỹ, người đã suy luận về vụ rò rỉ dựa trên thông tin liên lạc từ Thứ trưởng Ngoại giao Hoa Kỳ Sumner Welles. Thông điệp đã được chuyển tiếp đến người Nhật; nhưng việc sử dụng mã vẫn tiếp tục.

### Cỗ máy bản sao
SIS đã chế tạo máy đầu tiên có thể giải mã các thông điệp Tím vào cuối năm 1940. Một máy thứ hai tương tự với máy Tím được SIS chế tạo cho Hải quân Hoa Kỳ. Một chiếc thứ ba được gửi đến Anh vào tháng 1 năm 1941 trên tàu HMS King George V, chiếc tàu này đã đưa Đại sứ Halifax đến Mỹ. Cỗ máy Purple được tháp tùng bởi một nhóm gồm bốn nhà mật mã Mỹ, hai Lục quân, hai Hải quân, những người đã nhận được thông tin về những thành công của Anh chống lại  mật mã  Đức. Máy này sau đó đã được gửi đến Singapore, và sau khi người Nhật Bản di chuyển về phía nam qua Malaysia, rồi đến Ấn Độ. Một thiết bị tương tự Tím thứ tư đã được gửi đến Philippines và một cái thứ năm được giữ bởi SIS. Chiếc thứ sáu, dự định ban đầu sẽ gửi cho Hawaii, sau đó lại được gửi đến Anh để sử dụng ở đó.:p.23 Các cỗ máy tương tự máy Tím tỏ ra quan trọng ở chiến trường châu Âu nhờ các báo cáo chi tiết về kế hoạch của Đức được gửi trong mật mã đó bởi đại sứ Nhật Bản ở Berlin.

### Khôi phục cỗ máy mã
Hoa Kỳ đã thu được các bộ phận của một cỗ máy Tím từ Đại sứ quán Nhật Bản tại Đức sau thất bại của Đức vào năm 1945 (xem hình trên) và phát hiện ra rằng người Nhật đã sử dụng một công tắc bước gần như giống hệt trong cấu tạo của nó với công tắc mà Leo Rosen của SIS đã chọn khi xây dựng một bản sao (hoặc máy tương tự Tím) ở Washington vào năm 1939 và 1940. Người Nhật đã sử dụng ba công tắc 7 bước. Cả hai công tắc đều mã hóa nhóm 20 chữ cái.
Rõ ràng, tất cả các máy Tím khác tại các đại sứ quán và lãnh sự quán Nhật Bản trên khắp thế giới (ví dụ như ở các nước Trục, Washington, London, Moscow, và ở các nước trung lập) và ở chính Nhật Bản, đã bị người Nhật phá hủy và nghiền thành các hạt nhỏ. Quân đội Mỹ chiếm đóng Nhật Bản năm 1945−52 đã tìm kiếm bất kỳ mảnh nào còn lại. Một cỗ máy mật mã Jade hoàn chỉnh, được xây dựng dựa trên các nguyên tắc tương tự nhưng không có sự phân tách ở nhóm 6 và 20 chữ, đã được chụp lại và đang được trưng bày tại Bảo tàng Mật mã Quốc gia của NSA.

## Ảnh hưởng từ việc giải mã
Bản thân cỗ máy Tím lần đầu tiên được Nhật Bản sử dụng vào tháng 6 năm 1938, nhưng các nhà phân tích mật mã của Mỹ và Anh đã phá vỡ một số thông điệp của nó trước cuộc tấn công Trân Châu Cảng. Các nhà phân tích mật mã Hoa Kỳ đã giải mã và dịch thông điệp gồm 14 phần của Nhật Bản mà đã gửi đến đại sứ quán Washington để tạm dừng các cuộc đàm phán với Hoa Kỳ lúc 1 giờ chiều, ngày 7 tháng 12 năm 1941, trước khi Đại sứ quán Nhật Bản tại Washington làm như vậy. Những khó khăn trong việc giải mã và đánh máy tại đại sứ quán, cộng với việc không biết tầm quan trọng của việc đúng giờ, là những lý do chính khiến "Nomura Note" bị giao trễ.
Trong Chiến tranh thế giới thứ hai, Đại sứ Nhật Bản tại Đức Quốc xã, Tướng Hiroshi Ōshima, là người nắm rõ thông tin về các vấn đề quân sự của Đức. Các báo cáo của ông đã được gửi đến Tokyo trong các tin nhắn vô tuyến đã mã hóa bởi máy Tím. Một người đã kể lại rằng Hitler đã nói với ông ta vào ngày 3 tháng 6 năm 1941 rằng "trong mọi cuộc chiến thì Nga nhảy vô là điều không thể tránh khỏi." Vào tháng 7 và tháng 8 năm 1942, ông tham quan Mặt trận phía Đông, và vào năm 1944, ông đi thăm các công sự của Bức tường Đại Tây Dương chống lại sự xâm lược dọc theo bờ biển của Pháp và Bỉ. Vào ngày 4 tháng 9, Hitler nói với ông ta rằng Đức sẽ tấn công ở phía Tây, có thể là vào tháng 11.
Vì những thông điệp đó đã được quân Đồng minh đọc, họ đã cung cấp thông tin tình báo có giá trị về sự chuẩn bị của quân đội Đức chống lại cuộc xâm lược Tây Âu sắp tới. Tướng George Marshall mô tả ông là "cơ sở cung cấp thông tin chính liên quan đến ý định của Hitler ở châu Âu."
Lưu lượng thông điệp của máy Purple bị giải mã và các thông điệp của Nhật Bản thường là chủ đề của các cuộc điều trần gay gắt tại Quốc hội sau Thế chiến thứ hai liên quan đến nỗ lực quyết định xem ai, nếu có ai, đã cho phép cuộc tấn công ở Trân Châu Cảng xảy ra mà không cản lại. Chính trong những phiên điều trần đó, lần đầu tiên người Nhật biết được rằng cỗ máy mật mã Tím thực sự đã bị giải mã.
Liên Xô cũng thành công trong việc phá vỡ hệ thống máy Tím vào cuối năm 1941, và cùng với báo cáo của Richard Sorge, nên họ biết được rằng Nhật Bản sẽ không tấn công Liên Xô. Thay vào đó, các mục tiêu của Nhật là hướng về phía nam, hướng tới Đông Nam Á và các công trình của Mỹ và Anh ở đó. Điều đó cho phép Stalin điều động lực lượng đáng kể từ Viễn Đông đến Moscow kịp thời để giúp ngăn chặn sự thúc đẩy của Đức đến Moscow vào tháng mười hair.